# Benfica Lissabon B
Sport Lisboa e Benfica B, (kurz SL Benfica B) ist eine portugiesische Fußballmannschaft. Es ist die zweite Mannschaft des portugiesischen Rekordmeisters Benfica Lissabon. Diese war von 1999 bis 2006 aktiv, ehe sie nach sechsjähriger Abstinenz im Jahr 2012 wieder Bestandteil des Vereins wurde. Die Mannschaft spielt seitdem durchgehend in der Segunda Liga, der zweithöchsten portugiesischen Spielklasse.

## Reglement für offizielle Spiele
Die Kader von B-Mannschaften portugiesischer Erstligisten sind eingeschränkt. So müssen bei offiziellen Spielen mindestens zehn Spieler aus der eigenen Jugend im Kader stehen – und diese dürfen nur zwischen 15 und 21 Jahre alt sein. Die Anzahl von Spielern über 23 Jahre, ist auf drei limitiert. Des Weiteren dürfen die B-Mannschaften an keinem Pokalwettbewerb teilnehmen. Der Einsatz von A-Mannschaftsspielern in der B-Mannschaft und umgekehrt ist dagegen erlaubt.

## Geschichte

### 1999–2006
Die B-Mannschaft startete zur Saison 1999/2000. Ziel war es, dass Jugend- und Reservespieler des Vereins Spielpraxis sammeln, um somit noch besser für den Profifußball vorbereitet zu werden. Das Team startete in der dritten Liga und stieg nach drei Jahren ab. Erst 2005 stieg das Team wieder in die dritte Liga auf, ehe es sich 2006 gänzlich auflöste.

### 2012 bis heute
Zur Saison 2012/13 wurde die B-Mannschaft Benficas, sowie fünf weiterer Erstligisten neu gegründet und direkt in die Segunda Liga integriert, was eine Aufstockung Letzterer von 16 auf 22 Teams mit sich brachte. Die Registrierung der Mannschaft kostete 50.000 €.
Luís Norton de Matos wurde der erste Trainer für die neue Mannschaft. Aufgrund des Regelwerkes für die B-Mannschaften und der Neubildung einer kompletten Mannschaft, wurden vor allem die eigenen Jugendspieler verpflichtet. Miguel Rosa, der in der Saison 2010/11 zum besten Spieler und zur Saison 2011/12 zum besten Shootingstar der zweiten Liga gewählt wurde, führte die Mannschaft als Kapitän in die Saison. Stammtorhüter wurde Mika Domingues, der bei der U-20-Fußball-Weltmeisterschaft 2011 mit Portugal das Finale erreichte und zum besten Torhüter des Turniers gewählt wurde. Das erste Spiel der Saison gegen Sporting Braga B endete 2:2. Nach nur wenigen Spieltagen schaffte der bisherige Leistungsträger André Gomes den Sprung in die erste Mannschaft. Am Ende der Saison landete Benfica B auf dem sechsten Platz und war hinter Sporting CP B (4.) die beste B-Mannschaft der Saison. Miguel Rosa war mit 17 Toren der beste Torschütze der Mannschaft und gleichzeitig neben zwei weiteren Spielern zweitbester der Liga. Infolgedessen wurde er auch zum besten Spieler der Saison gewählt.
Nur eine Saison später wurde de Matos von Hélder Cristóvão ersetzt. Der neue Trainer ernannte Rúben Pinto nach dem Abgang von Miguel Rosa zum Kapitän. Neben Letzterem verließen noch viele weitere Stammspieler den Verein. Dazu verdrängte Bruno Varela Mika als Stammtorhüter. Wie auch schon André Gomes 2012, gelang Ivan Cavaleiro nach zehn Spieltagen (7 Tore und 2 Vorlagen) während der Saison der Sprung in die erste Mannschaft. Die Saison beendete Benfica B auf dem 5. Platz und war hinter FC Porto B (2.) die beste B-Mannschaft der Saison. 2017 und 2019 konnte man  mit dem 4. Platz das bisher beste Endergebnis in der Segunda Liga erreichen.

### Spielzeiten
| Saison  | Liga         | Platz | Info                            |
| ------- | ------------ | ----- | ------------------------------- |
| 1999/00 | IIª Divisão  | 13/20 | Gründung von Benfica Lissabon B |
| 2000/01 | IIª Divisão  | 09/20 |                                 |
| 2001/02 | IIª Divisão  | 18/20 | Abstieg                         |
| 2002/03 | IIIª Divisão | 03/18 |                                 |
| 2003/04 | IIIª Divisão | 05/18 |                                 |
| 2004/05 | IIIª Divisão | 01/18 | Aufstieg                        |
| 2005/06 | IIª Divisão  | 11/16 | Auflösung der Mannschaft        |
|         |              |       |                                 |
| 2012/13 | Segunda Liga | 06/22 | Wiedereinführung der Mannschaft |
| 2013/14 | Segunda Liga | 05/22 |                                 |
| 2014/15 | Segunda Liga | 06/22 |                                 |
| 2015/16 | Segunda Liga | 19/24 |                                 |
| 2016/17 | Segunda Liga | 04/22 |                                 |
| 2017/18 | Segunda Liga | 13/20 |                                 |
| 2018/19 | Segunda Liga | 04/18 |                                 |
| 2019/20 | Segunda Liga | 14/18 |                                 |
| 2020/21 | Segunda Liga | 08/18 |                                 |
| 2021/22 | Segunda Liga | 05/18 |                                 |
| 2022/23 | Segunda Liga | 15/18 |                                 |
| 2023/24 | Segunda Liga | 08/18 |                                 |
| 2024/25 | Segunda Liga | 04/18 |                                 |

## Erfolge
Für mehr Informationen zu Erfolgen siehe Benfica Lissabon/Namen und Zahlen

### Titel
- Meister der IIIª Divisão (1): 2004/05

### Spieler-Auszeichnungen
Folgende Auszeichnungen wurden Spielern verliehen, während sie bei Benfica B spielten.
LPFP Segunda Liga: Bester Spieler der Saison
- Miguel Rosa – 2012/13

LPFP Segunda Liga: Größte Entwicklung der Saison
- Bernardo Silva – 2013/14
- Gonçalo Guedes – 2014/15

## Ehemalige Spieler
| - José Moreira - Mika Domingues | - Geraldo Alves - Paulo Madeira - João Pereira - Tiago Gomes - Miguel Lopes - Luís Martins - João Cancelo | - Hélio Pinto - Ricardo Esteves - Hélio Roque - Miguel Rosa - Manuel Fernandes - André Almeida - André Gomes - Ivan Cavaleiro - Bernardo Silva - Kaz Patafta | - Nicolás Canales - Tomo Šokota - Deyverson - Derlis González - Hugo Porfírio - Jonathan Urretaviscaya |

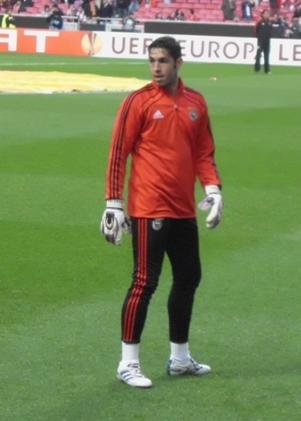
13 Jahre bei Benfica verbracht: José Moreira
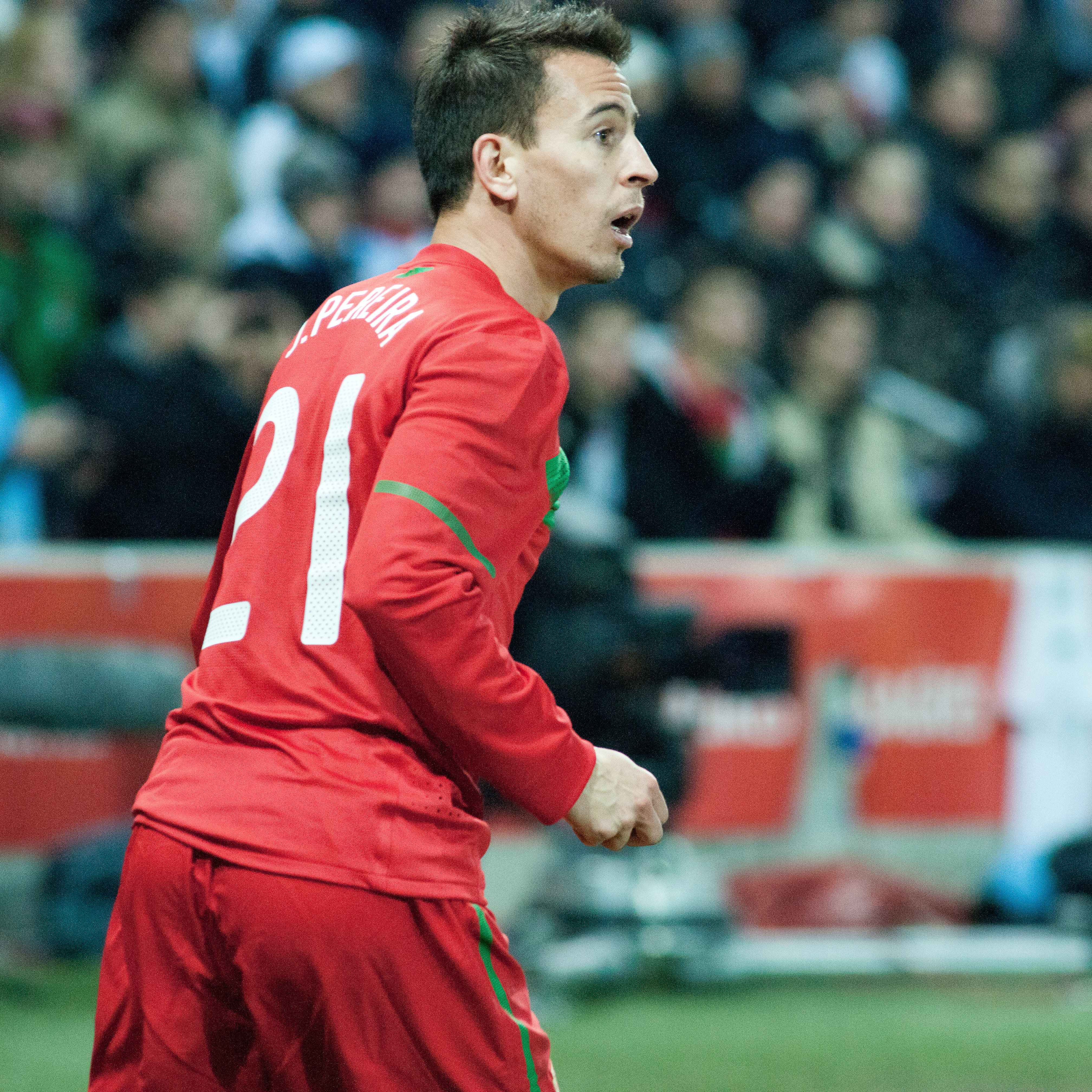
João Pereira
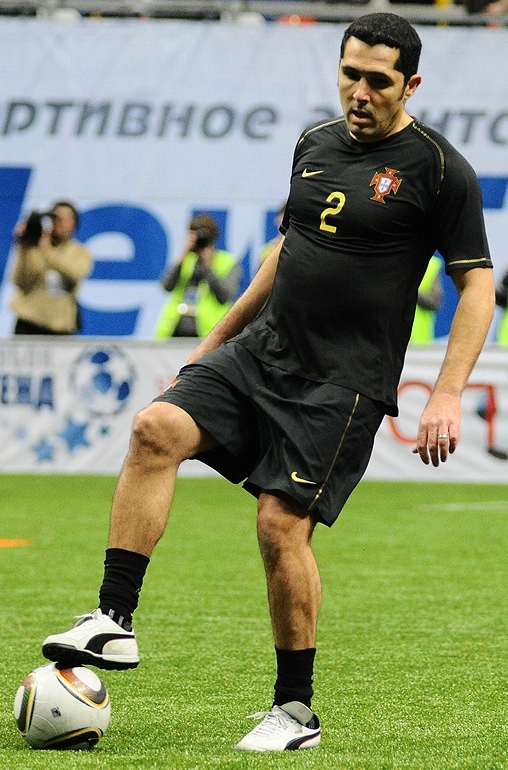
Paulo Madeira
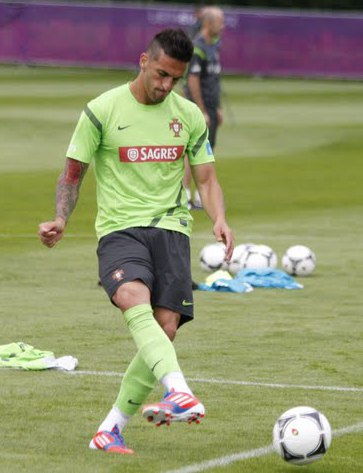
Miguel Lopes
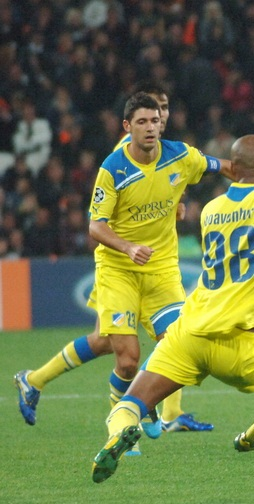
Hélio Pinto
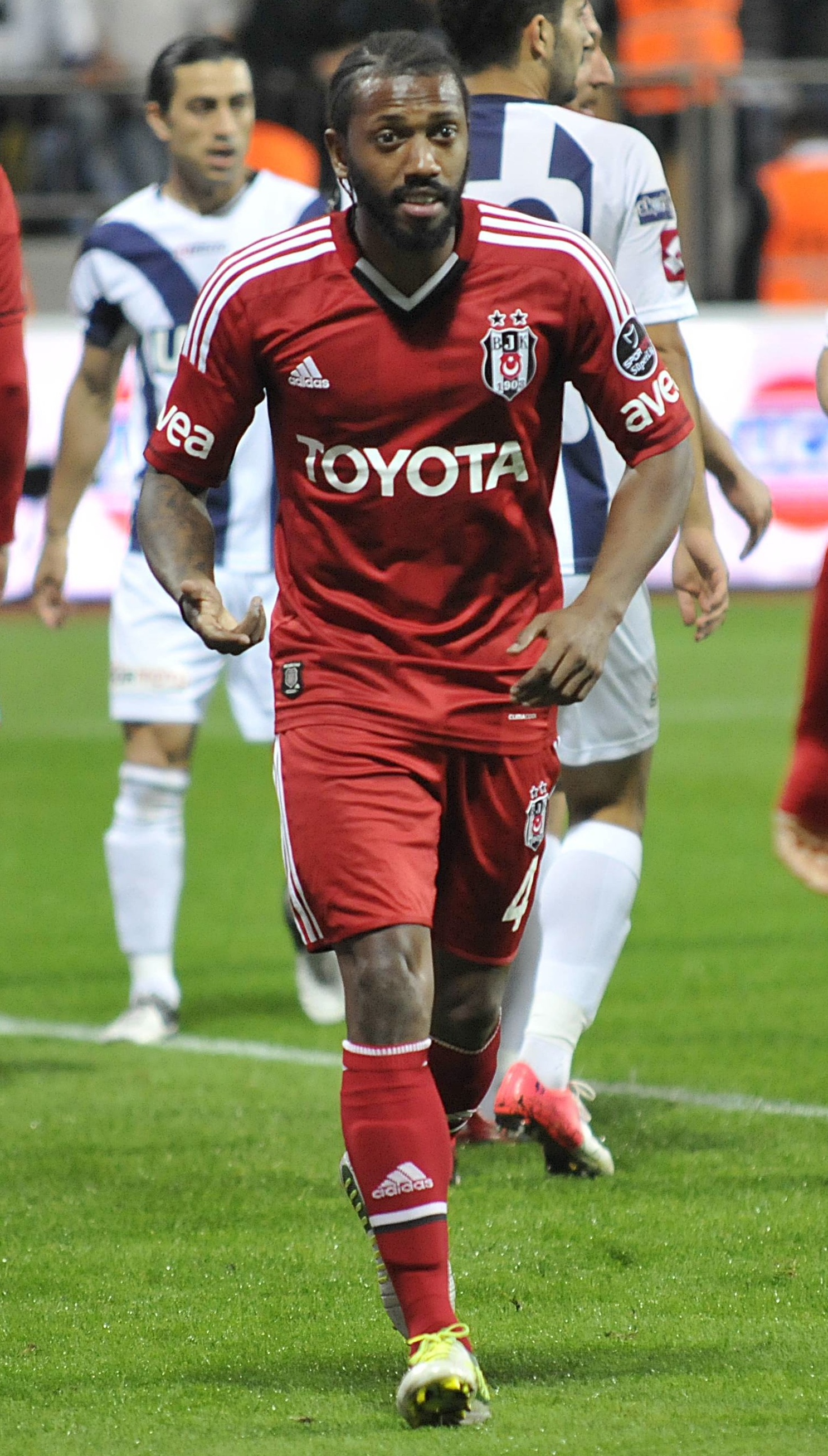
Manuel Fernandes
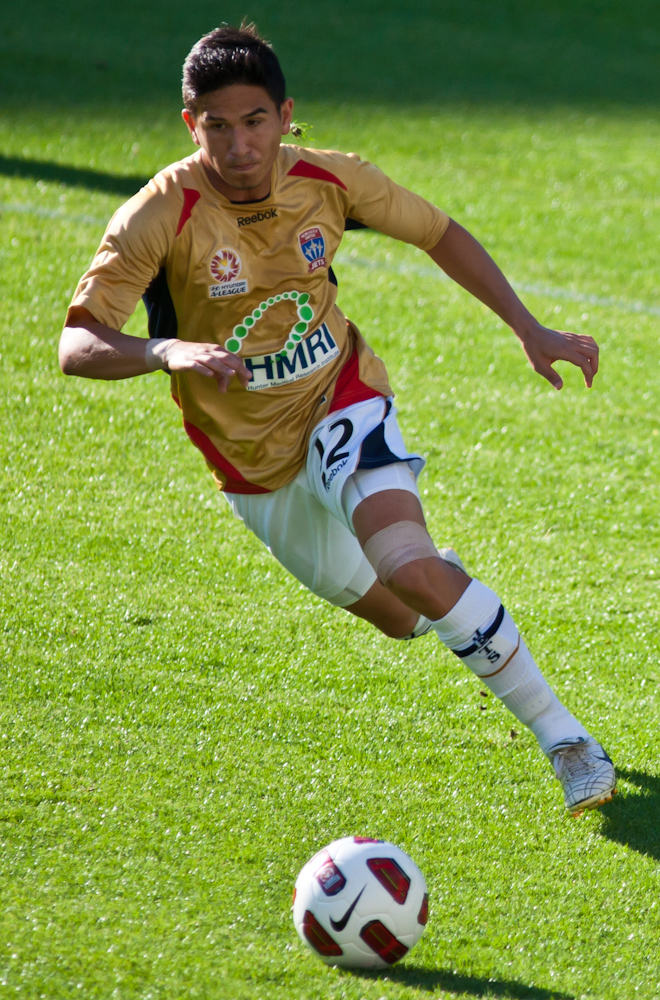
Kaz Patafta
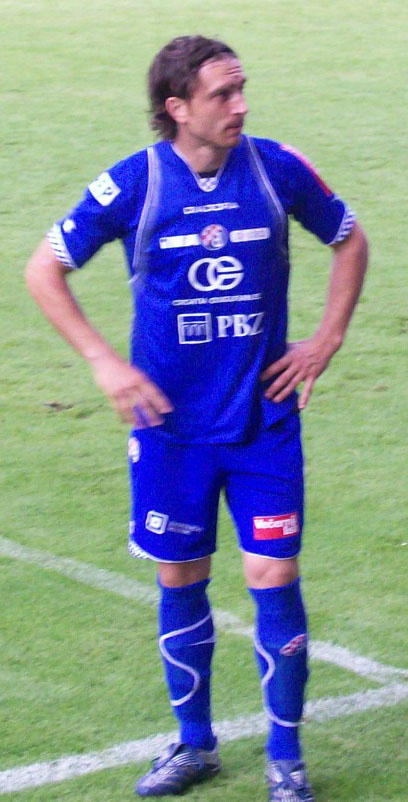
Tomo Šokota

## Trainer
- José Morais: 1999–2001
- António Veloso: 2001–2002
- Carlos Gomes: 2002–2004
- João Santos: 2004–2006
- Luís Norton de Matos: 2012–2013
- Hélder Cristóvão: 2013–2018
- Bruno Lage: 2018
- Renato Paiva: 2019–2020
- Nélson Veríssimo: 2021
- António José Conceição Oliveira: 2022
- Luís Ferreira de Castro: 2022–